# Durango (stát)
Durango, oficiálně Estado Libre y Soberano de Durango (do češtiny volně přeloženo jako Svobodný a suverénní stát Durango) je jeden ze 31 států, které spolu s jedním federálním distriktem tvoří federativní republiku Mexiko. Nachází se na severozápadě Mexika. S rozlohou 123 364 km² a populací 1 832 650 je to po Baja California Sur mexický stát s nejmenší hustotou zalidnění. Hlavní a největší město Duranga je Victoria de Durango.